# سویت
سویت (به لاتین: Svit) یک شهرک در اسلواکی با جمعیت ۷٬۶۰۸ نفر است که در Poprad District واقع شده‌است.